# 排骨溪溫泉
24°36′10″N 121°30′29″E / 24.6028810°N 121.5079809°E
排骨溪溫泉位於臺灣宜蘭縣大同鄉英士村棲蘭山區，分布於蘭陽溪西北岸排骨溪上游。依地質分類，屬於雪山山脈帶的變質岩溫泉。可由台七甲線與台7線交會之百韜橋旁循著溪谷而上抵達該溫泉。

## 歷史
排骨溪舊名白骨溪（又稱百骨、排谷、Bakon），是因為台灣日治時期，泰雅族原住民與日本政府發生武裝衝突，死傷者屍骸被丟入溪中而得名。排骨溪溫泉同時也是在台灣日治時期發現的，排骨溪東北岸山麓曾設有Bakon駐在所。 排骨溪於戰後初期因國民政府認為名稱過於陰森與不雅，以該地棲蘭山區森林茂密，又紀念國民政府主席林森，1959年時興建中橫宜蘭支線（台7甲線）時又改名為林森溪。

## 泉質
排骨溪溫泉水色清澈透明，無味，溫度約50-52℃，酸鹼值約pH6.2，含碳酸氫根離子約414ppm，鈉離子約283ppm，屬於中性碳酸氫鈉泉。

## 外部連結
- 經濟部中央地質調查所《台灣溫泉露頭資源網》 （页面存档备份，存于）
- Burt《排骨溪溫泉》 （页面存档备份，存于）
- 排骨溪溫泉比梵梵溫泉好！？讓我們獨享野溪溫泉告訴你。宜蘭的溫泉新選項，超簡單的野溪溫泉！ 熊熊去哪玩 （页面存档备份，存于）
- 國立臺灣師範大學地理學系，《臺灣地名辭書》卷一《宜蘭縣》，2000年，國史館臺灣文獻館。

1. ↑    - 國立臺灣師範大學地理學系，《臺灣地名辭書》卷一《宜蘭縣》，2000年，國史館臺灣文獻館。